# Sarajevski list
Sarajevski list su bile novine iz Sarajeva. Izlazio je na srpskom jeziku utorkom, četvrtkom i subotom. Izlazio je od 1878. godine do 1918. godine. Od 1878. do 61. broja 1881. izlazio je pod naslovom "Bosansko-hercegovačke novine" kao službeni list Zemaljske vlade BiH i bile su prve službene novine u BiH nakon dolaska Austro-Ugarske. Predma je nastao gašenjem Bosanskohercegovačkih novina, nastavio je numeraciju i godišta BH.novina. Pojašnjenje promjene imena bili su praktični razlozi: ime lista moralo je biti na oba pisma, a s imenom "Bosanskohercegovačke novine" koje je bilo predugo to nije bilo izvedivo te od 3. kolovoza 1881. godine, od broja 62 izlazi kao Sarajevski list. Sarajevski list objavio je brojne članke, reportaže, književne priloge i ostale sadržaje, zahvalne za istraživanje društvenih događanja u Sarajevu, BiH i susjednim zemljama. Odgovorni urednik bio je Ivan Vasin Popov. Od 1907. do 1910. bio je prilog Prilog Sarajevskom listu koji je sadržavao pripovijesti i slike iz života, priloge iz znanosti i umjetnosti i dr. Od 1910. urednik je bio Franjo Mah. Do 1912. izlazio je prijepodne utorkom, četvrtkom i subotom, a ponedjeljkom, srijedom i petkom popodne pod naslovom Večernji sarajevski list. Od br. 1912. urednik je Jošo Ivanišević. Od br. 773 1912. sve do prestanka izlaženja izlazio je kao dnevnik ali nije više bilo večernjeg izdanja. Tiskao se u Zemaljskoj tiskari u Sarajevu. Format je bio 42 cm i 48 cm. Od 1917. sadrži dodatak Službeno glasilo Zemaljske vlade za BiH i sadrži oglase i priopćenja, a od prvog broja u 1918. u podnaslovu je stajalo da je službeno glasilo zemaljske vlade za BiH. COBISS.SR-ID je 28196108. Datiranje je bilo po gregorijanskom i julijanskom kalendaru. Pola stranice je bilo na latinici, a pola na ćirilici. Cijena jednog broja bila je 8 novč., a pretplata za godinu dana 8 forinti.